# Morris (Illinois)
Morris – miasto w Stanach Zjednoczonych, w stanie Illinois, siedziba hrabstwa Grundy.

## Demografia
Według danych z 2008 roku, w mieście mieszkało 13 812 osób. W 2023 roku liczba mieszkańców wzrosła do 14 508 osób, a gęstość zaludnienia przekroczyła 481 osób/km².

## Energetyka
Niedaleko miasta położona jest elektrownia jądrowa Dresden.